# Lichtströme
Die Lichtströme sind eine Ausstellung und ein Festival zu Medienkunst, Lichtkunst und Lichtdesign in Koblenz. Sie wurden 2011 im Rahmen der 
Bundesgartenschau Koblenz initiiert und 2012 zum zweiten Mal realisiert. Damit wurde erstmals auf einer Bundesgartenschau auch die Nachtgestalt des Ausstellungsgeländes thematisiert. Zehn Tage lang zeigten Künstler, Licht- und Mediendesigner Garten- und Landschaftsarchitektur als Gegenstand von Kunst- und Designinterventionen. Die künstlerische Leitung lag bei Bettina Pelz und Tom Groll.

## Lichtströme 2011
Zur Eröffnung des Kultursommers Rheinland-Pfalz zeigten die beteiligten Künstler und Designer Katharina Berndt, Herbert Cybulska, Emilia Forstreuter, Harald Fuchs, Jakub Nepraš, Ursula Palla, Sigrid Sandmann, Ursula Scherer und Kurt Laurenz Theinert auf der Festung Ehrenbreitstein ortsspezifische Installationen. Unter dem Titel „Von blauen Blumen“ waren Arbeiten ausgewählt, die sie sich in zeitgenössischer Form mit den Ideen- und Bildwelten der Romantik auseinandersetzten. Während der zehn Ausstellungstage sahen 70.000 Besucher die Installationen.
Veranstalter waren die Bundesgartenschau Koblenz 2011 und die Koblenz-Touristik.

## Lichtströme 2012
Die Ausstellung zeigte Arbeiten von Künstler und Designer, die den Zusammenhang von Natur, Wissenschaft und Kunst in der Gegenwart thematisieren. Der Ausstellungstitel „Kunstformen der Natur“ entstand in Anlehnung an den Titel einer Sammlung von Lithographien, die der deutsche Zoologe und Zeichner Ernst Haeckel von 1899 bis 1904 sukzessive publizierte. Sie gelten bis heute als Meilensteine in der Geschichte der naturalistischen Illustration und spiegeln in ihrer Rezensionsgeschichte das Spannungsfeld von Kunst und Wissenschaft. 
Stationen des Parcours waren das Kurfürstliche Schloss, die Rheinanlagen, das Kaiser Wilhelm I-Denkmal am Deutschen Eck und die Festung Ehrenbreitstein. Die beteiligten Künstler und Designer waren Atsara (Audrey Rocher und Roland Devocelle), Dominik Busch, Casa Magica (Friedrich Förster und Sabine Weißinger), Catherine Chalmers, Scott Draves, Detlef Hartung und Georg Trenz, Norimichi Hirakawa, Loop.ph, Retouramont und Edwin van der Heide.
Veranstalter war die Bundesgartenschau Koblenz 2011.

## Auszeichnung
Die Lichtströme 2011 wurden für die temporäre Lichtgestaltung der Aussichtsplattform im Festungspark der Festung Ehrenbreitstein von Herbert Cybulska mit dem deutschen Lichtdesignpreis 2012 ausgezeichnet.